# M48

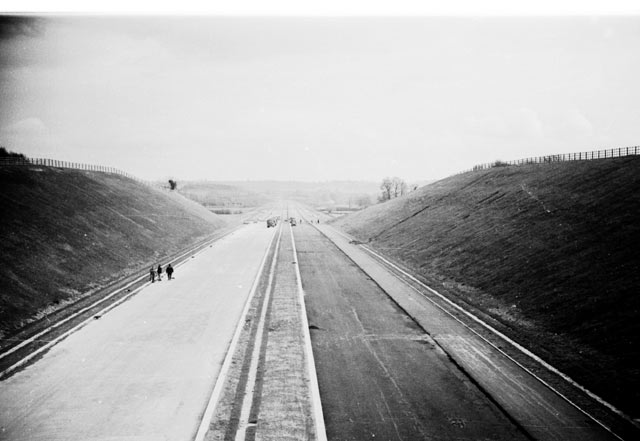
M48 under byggnad, april 1966

M48 är en motorväg i Storbritannien. I huvudsak utgör denna motorväg förbindelsen över en äldre bro över Severn. Detta är en kortare motorväg som binder ihop England och Wales. Detta var tidigare en del i den längre motorvägen M4 men denna har ersatts av en nyare och rakare sträckning med en nyare bro över Severn. Motorvägen går mellan Alveston och Aust och ansluter till nuvarande M4 i båda ändarna. Numera fungerar denna motorväg mest som en lokal motorvägsförbindelse då den nyare sträckan har ersatt dess ursprungliga funktion.